# Giải thưởng lớn Văn học của Viện Hàn lâm Pháp
Giải thưởng lớn Văn học của Viện Hàn lâm Pháp (tiếng Pháp: Grand prix de littérature de l'Accadémie française) là một giải thưởng văn học của Viện Hàn lâm Pháp dành cho toàn bộ tác phẩm của một nhà văn Pháp. Giải được thiết lập năm 1911 và được trao lần đầu từ năm 1912. Giải này được Quỹ"Le Métais-Larivière"tài trợ.
Ban đầu, giải được trao hàng năm, tới năm 1979 thì giải được trao mỗi 2 năm, xen kẽ với Giải thưởng lớn văn học Paul Morand.

## Những người đoạt giải
- 1912: André Lafon
- 1913: Romain Rolland
- 1914: Không trao giải
- 1915: Émile Nolly
- 1916: M. Masson
- 1917: Francis Jammes
- 1918: Gérard d'Houville
- 1919: Jean Tharaud và Jérôme Tharaud
- 1920: Edmond Jaloux
- 1921: Anna de Noailles
- 1922: Pierre Lasserre
- 1924: Abel Bonnard
- 1927: Joseph de Pesquidoux
- 1928: Jean-Louis Vaudoyer
- 1929: Henri Massis
- 1934: Henry de Montherlant
- 1942: Jean Schlumberger
- 1945: Jean Paulhan
- 1948: Gabriel Marcel
- 1950: Marc Chadourne
- 1952: Marcel Arland
- 1953: Marcel Brion
- 1954: Jean Guitton
- 1955: Jules Supervielle
- 1956: Henri Clouard
- 1957: Không trao giải
- 1958: Jules Roy
- 1959: Thierry Maulnier
- 1960: Simone Porche
- 1961: Jacques Maritain
- 1962: Luc Estang
- 1963: Charles Vildrac
- 1964: Gustave Thibon
- 1965: Henri Petit
- 1966: Henri Gouhier
- 1967: Emmanuel Berl
- 1968: Henri Bosco
- 1969: Pierre Gascar
- 1970: Julien Green
- 1971: Georges-Emmanuel Clancier
- 1972: Jean-Louis Curtis
- 1973: Louis Guilloux
- 1974: André Dhôtel
- 1975: Henri Queffélec
- 1976: José Cabanis
- 1977: Marguerite Yourcenar
- 1978: Paul Guth
- 1979: Antoine Blondin
- 1981: Jacques Laurent
- 1983: Michel Mohrt
- 1985: Roger Grenier
- 1987: Jacques Brosse
- 1989: Roger Vrigny
- 1991: Jacques Lacarrière
- 1993: Louis Nucera
- 1995: Jacques Brenner
- 1997: Béatrix Beck
- 1999: André Brincourt
- 2001: Milan Kundera
- 2003: Jean Raspail
- 2005: Danièle Sallenave
- 2007: Michel Chaillou
- 2009: Vincent Delecroix
- 2011: Jean-Bertrand Pontalis
- 2013: Michel Butor
- 2015: Laurence Cossé